# Annie You Save Me
Annie You Save Me is een nummer van het Britse muziekduo Graffiti6 uit 2010. Het is de tweede single van hun debuutalbum Colours.
Het nummer werd niet zo'n hit als voorganger Stare Into the Sun. Waar "Annie You Save Me" het in het Verenigd Koninkrijk nog aardig deed met een 40e positie, bereikte het in Nederland slechts de 90e positie in de Single Top 100. De Nederlandse Top 40 of Tipparade werden niet gehaald.

## Tracklijst
Cd-single
1. "Annie You Save Me" - 3:43